# Thomas Andrew Knight
Thomas Andrew Knight ( * 1759 - 1838 ) fue un horticultor y botánico inglés, que vivió en el Castillo Downton, en Herefordshire. Era hermano del crítico de arte y filósofo Richard Payne Knight.
Utilizó las 4.050 ha (40 km²) que heredó para conducir mejoramiento de strawberries, coles, Pisum, y otras. Hizo construir extensos invernaderos. En 1797 publicó Tratado sobre el Cultivo de Manzano y de Pera. Fue uno de los principales estudiosos de la horticultura en los siglos XVIII y XIX, pero sus documentos personales desaparecieron después de su muerte realizó experimentos fisiológicos vegetales básicos, en un momento en que era raro. Esclareció los efectos de la gravedad sobre las plantas de semillero y la forma en descomponerse los árboles frutales por transmisión por injerto. En cierto modo, revisó los trabajos del Reverendo Stephen Hale. Sus objetivos fueron siempre estrictamente prácticos: su objetivo de mejorar las plantas de alimentos útiles para una mejor calidad de reproducción. La fresa Downton fue el antepasado más importantes de fresas modernas por años.
No es ampliamente conocido que estudió la variación en los guisantes y encontró muchos de los mismos resultados que Gregor J. Mendel, Pero él no hizo el necesario salto imaginativo acerca de cómo esos cambios tenían lugar. Knight intencionalmente se encerró de posibles influencias externas científicas. Se negó a leer ningún papel hasta que Sir Joseph Banks le pidió lo hiciera, y tuvieron una voluminosa correspondencia. Todo el trabajo de Knight se informó a la Royal Society de Londres, en sus "Transactions".
Knight fue presidente de la London Horticultural Society, fundada en 1804, haciéndolo de 1811 a 1838. Banks, presidente de la Royal Society, reconociendo las contribuciones notables de Knight a la ciencia y lo convencieron para unirse a la Sociedad Hortícola, ya que entonces se conocía. Luego del deceso de su primer presidente: George Legge, 3.er Earl de Dartmouth, y Banks propone a Knight para presidente. En 1864, la sociedad recibió una patente real del príncipe consorte Alberto, permitiéndoles ser conocidos como Royal Horticultural Society subsecuentemente. Banks también exhortó a escribir a Knight un "prospecto" para la Sociedad, lo que ahora se llama una declaración de misión, destacando las funciones y la finalidad de la Sociedad.
Los miembros más jóvenes de la sociedad fueron inspirados por su ejemplo. Sujetos como Thomas Laxton llevaron a cabo sus principios de la observación cuidadosa y los objetivos prácticos. Laxton dejó legados de mejora de manzanos, guisantes y arvejas, entre otros muchos, junto con un próspero negocio de semillas.

## Otras publicaciones
- A Treatise on the Culture of the Apple and Pear
- On the Manufacture of Cider and Perry . 1797
- Pomona Herfordiensis. 1811

## Honores
La Medalla Knight fue instituida en su honor. Sería miembro de la Royal Society el 21 de marzo de 1805.
Por sus numerosos artículos le valieron recibir la medalla Copley en 1806.
- La abreviatura «T.Knight» se emplea para indicar a Thomas Andrew Knight como autoridad en la descripción y clasificación científica de los vegetales.[1]